# SN 2010ef
SN 2010ef – supernowa typu Ia odkryta 5 czerwca 2010 roku w galaktyce A162852+2622. W momencie odkrycia miała maksymalną jasność 19,10m.